# Élections législatives de 1951 dans les Hautes-Alpes
Les élections législatives de 1951 ont lieu le 17 juin 1951.

## Mode de scrutin
Pour cette deuxième élection de la Quatrième République, les législateurs ont repris le système utilisé pour les deux constituantes, la représentation proportionnelle suivant la méthode de la plus forte moyenne dans le département, sans panachage, avec la possibilité d'émettre un vote préférentiel.
Mais il y ont rajoutés la Loi des apparentements, qui permet que si la somme des voix obtenues par des listes "apparentées" dépasse 50 % des suffrages exprimés, ces listes obtiennent l’ensemble des sièges à pourvoir dans la circonscription.
Que le total des listes apparentées dépasse ou pas les 50% les listes coalisées forme un bloc : on additionne leurs votes pour la répartition générale des sièges, puis la proportionnelle s'applique une deuxième fois dans ce bloc pour déterminer la dispersion des sièges entre les listes apparentées.
Dans le département des Hautes-Alpes, deux députés sont à élire.

## Députés sortants et députés élus
| Députés sortants | Parti | Parti | Députés élus    | Parti | Parti |
| ---------------- | ----- | ----- | --------------- | ----- | ----- |
| Maurice Petsche  |       | CNIP  | Maurice Petsche |       | CNIP  |
| Gaston Julian    |       | PCF   | Jean Aubin      |       | MRP   |

## Candidats

### Liste de concentration républicaine et de défense des intérêts hauts-alpins
| N° | Candidats | Candidats       | Parti | Principales fonctions                                                                                         |
| -- | --------- | --------------- | ----- | --- |
| 01 |           | Maurice Petsche | CNIP  | Député sortant, conseiller général du canton de Guillestre, Ministre des Finances et des Affaires économiques |
| 02 |           | Jean Aubin      | MRP   | Conseiller général du canton de La Batie-Neuve, maire de Saint-Étienne-le-Laus, exploitant agricole           |

### Liste du Parti communiste français
| N° | Candidats | Candidats     | Parti | Principales fonctions                                                          |
| -- | --------- | ------------- | ----- | ------------------------------------------------------------------------------ |
| 01 |           | Gaston Julian | PCF   | Député sortant, employé des chemins de fer, comptable, ancien résistant, Gap   |
| 02 |           | Albert Busa   | PCF   | Employé des PTT, conseiller municipal de Gap, ancien résistant, ancien déporté |

### Liste du Rassemblement du peuple français
| N° | Candidats | Candidats        | Parti | Principales fonctions                      |
| -- | --------- | ---------------- | ----- | ------------------------------------------ |
| 01 |           | Armand Pichon    | RPF   | Directeur d'une société de travaux publics |
| 02 |           | Maurice Ramadout | RPF   | Docteur en médecine                        |

## Résultats

### Résultats à l'échelle du département
| Parti    | Parti    | Tête de liste   | Résultats | Résultats | Sièges |
| Parti    | Parti    | Tête de liste   | Voix      | %         | Sièges |
| -------- | -------- | --------------- | --------- | --------- | ------ |
|          | CNIP-MRP | Maurice Petsche | 24 085    | 60,33     | 2      |
|          | PCF      | Gaston Julian   | 12 201    | 30,56     |        |
|          | RPF      | Armand Pichon   | 3 349     | 8,39      |        |
|          |          |                 |           |           |        |
| Inscrits | Inscrits | Inscrits        | 55 578    | 100,00    |        |
| Votants  | Votants  | Votants         | 40 208    | 72,35     |        |
| Exprimés | Exprimés | Exprimés        | 39 343    | 97,85     |        |

Maurice Petsche est décédé le 16 septembre 1951.